# Uden (plaats)
Uden (uitspraakⓘ) (Udens dialect: Uje) is de hoofdplaats en met 37.325 (1 januari 2023) inwoners de grootste woonkern van de gemeente Maashorst, gelegen aan de Peelrand in het oostelijke deel van de provincie Noord-Brabant.
Naar inwonertal is de stad Uden de twaalfde plaats van Noord-Brabant. Uit geschiedkundig perspectief was het lang een vlek, maar gelet op het voorzieningenniveau, de werkgelegenheid, en de regiofunctie die zij vervult, is de plaats thans te beschouwen als een middelgrote stad.
Uden vormt samen met Veghel het stedelijk concentratiegebied (SCG) van de regio Uden-Veghel.

## Geschiedenis

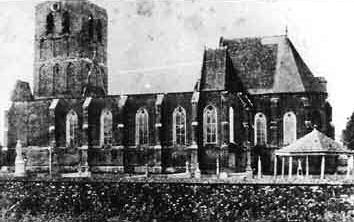
Oude St. Petrus uit 1300, na de verwoestende brand van zondag 4 april 1886. Heden ligt aan deze locatie het oorlogskerkhof (Uden War Cemetry) waar op initiatief van de Heemkundekring Uden de contouren van de oude kerk met stenen zijn gemarkeerd.

In het verre verleden ontstond de Peelrandbreuk, onder meer zichtbaar aan de Karperdijk en er was in de ijzertijd al bewoning nabij de heide van Slabroek. Deze bewoning is in 1922 ontdekt door dr. Remouchamps die aldaar een Gallo-Germaans urnenveld vond. In 2006 vond archeologe Hanneke van Alphen een 4000 jaar oude stenen bijl uit de vroege bronstijd op een bouwlocatie bezuiden de Udense binnenstad. In 2011 werd een vorstengraf gevonden.
Een Romeins dorp met zogenaamde woonstalhuizen werd in 2007 gevonden door de Leidse archeoloog Leon van Hoof op de nieuwbouwlocatie van ziekenhuis Bernhoven. In de eerste en tweede eeuw blijkt het gebied de Hengstheuvel in Uden-Noord te zijn bewoond, maar de nederzetting is in de derde eeuw weer verlaten, volgens de onderzoekers waarschijnlijk ten gevolge van de instorting van het Romeinse Rijk.
Anno 1190 n.Chr. komt in een Zutphense akte van de graaf van Gelre voor het eerst de naam Uden voor (heer Ricolt van Uthen). (Waarschijnlijk slaat deze naam op Ochten in Gelderland, daar leefde omstreeks die tijd eveneens een Ricolt. Daarbij is Ochten een verbastering van "Uhtwo", het germaanse woord voor ochtendgloren of morgenweide).
De eerst bekende naam van Uden was Uot, deze was tot in de 11e eeuw bekend. Daarna is het (geleidelijk) in Uden veranderd. In die tijd bestonden er een aantal verspreid liggende kernen, die geleidelijk een eenheid zijn gaan vormen: de omgeving van de huidige Pius X-Kerk, een uit de vóór-Frankische tijd daterende kerk in de Bitswijk, een Frankische nederzetting in de buurt van het driehoekige marktveld, de omgeving van het Birgittinessenklooster en het Moleneind.

### Land van Herpen
In 1233 vond er een scheiding plaats tussen het territorium Cuyk en het Land van Herpen en Uden. Uden vormde in die periode samen met Herpen één heerlijkheid. Tot de stichting van het stadje Ravenstein bleef Herpen de hoofdplaats van dit landje.

### Land van Ravenstein

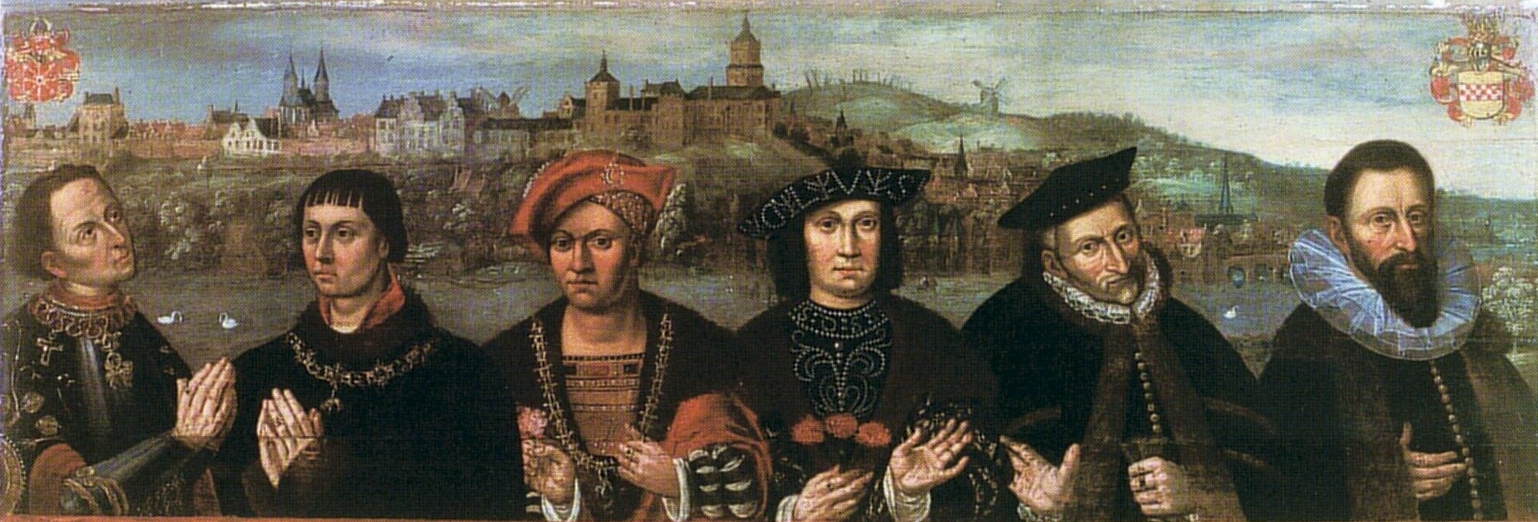
Ruim tweehonderd jaar was Uden Kleefs bezit. V.l.n.r. de hertogen Adolf IV, Jan I, Jan II, Jan III, Willem V en Johan Willem

In 1324 ging de heerlijkheid Uden in bestuurlijk opzicht behoren tot het Land van Ravenstein onder heerschappij van het Huis Valkenburg tot en met 1396. Het Land van Ravenstein maakte, in tegenstelling tot wat weleens vermeld staat, bestuurlijk noch territoriaal onderdeel uit van het hertogdom Brabant, maar behoorde tot het Rijksterritorium
In 1339 kwam er een Schepenbank in Uden. De bevoegdheid van dit 'Heikantsgericht' strekte zich uit over de gehele vroegere heerlijkheid Uden, dat bestond uit Uden, Boekel en Zeeland. De schepenbank voerde in die tijd een zegel (de oudste afdruk uit 1331), met daarop een eikenboom, waaraan twee schilden hangen die de wapens van de oudste heren uit het geslacht Van Herpen en dat van hun opvolgers uit het geslacht Van Valkenburg vertonen. Dit is het eerste Wapen van Uden.
Vanwege kinderloos overlijden van Reinoud van Valkenburg (gehuwd met Elisabeth van Kleef) beleende hertog van Brabant Adolf van Kleef met Herpen, Ravenstein en Uden waardoor in 1397 het Land van Ravenstein Kleefs territorium werd. Het wapen van Uden ging in deze periode lijken op dat van Kleef, waar het heden ten dage nog herkenbaar elementen van bevat. Het kinderloos overlijden van hertog van Gulik Kleef en Berg leidde tot de Gulik-Kleefse Successieoorlog en betekende het einde van de zelfstandigheid van Kleef en Ravenstein. De oorlog duurde van 1609 tot 1614. Aan het begin van de oorlog streden de erfgenamen Brandenburg en Palts-Neuburg samen met hun bondgenoten tegen de commissaris van de keizer om de hertogdommen in handen te krijgen. Vervolgens brak over de verdeling van de gebieden een nieuwe oorlog uit. Het calvinistische Brandenburg werd hierin gesteund door de Republiek en het katholieke Palts-Neuburg door Spanje. De oorlog werd beëindigd met het Verdrag van Xanten, waarin Brandenburg Kleef en Mark kreeg en Palts-Neuburg Gulik en Berg. In 1629 werd een vriendschapsverdrag gesloten om een voortzetting van de vijandelijkheden te stoppen en daarmee de volledige vernieling van de landen door de nog altijd aanwezige Spaanse en Staatse garnizoenen te voorkomen. Daarmee kwam het Land van Ravenstein in 1629 onder Palts-Neuburg. Als Rijksterritorium kon het Land van Ravenstein na 1648 zijn zelfstandige status bewaren, terwijl de aangrenzende Meierij als onderdeel van Staats-Brabant aan de Verenigde Provinciën kwam. De Republiek en het Bossche bestuurscollege schroomden echter niet om in enkele gevallen hun macht in het Land van Ravenstein te doen laten gelden, wat meerdere malen tot conflicten leidde met de Duitse vorstenhuizen die over Ravenstein regeerden.
De voor de Rijksterritoria geldende godsdienstvrijheid zorgde voor een toestroom van katholieke geestelijken uit de Staats-Brabant naar het Land van Ravenstein. Zo kwamen na de inname van 's-Hertogenbosch in 1629 de Kruisheren (Orde van het Heilig Kruis) (in 1638) en de zusters Birgittinessen (Orde van de Heilige Birgitta) (in 1713) naar Uden. Ook bouwden de katholieke inwoners van Veghel hun eigen schuurkerk op de grens met Uden.

### Franse tijd
In 1796 werd het Land van Ravenstein stilzwijgend bij de Franse Republiek ingelijfd. Het was uit met de "status aparte" van het Land van Ravenstein. Naar godsdienstvrijheid werd niet gekeken. De zusters Brigitinessen ontvluchtten voor korte tijd het dorp en vonden in 1795 hun abdij leeggeroofd en beschadigd terug. In januari 1800 stond Frankrijk het Land van Ravenstein als een van de Gecedeerde Landen af aan de Bataafse Republiek, waarmee Uden onderdeel wrrd van het gewest Bataafs-Brabant en vanaf 1806 het departement Brabant van het Koninkrijk Holland. In 1809 bezocht koning Lodewijk Napoleon het Land van Ravenstein. Hij passeerde Uden, maar vermeldde: 
"Met leedwezen heeft Z.M. zich overtuigd, dat in het kwartier Ravenstein het geheel bestuur zich in eenen toestand bevindt verre beneden het overige van het rijk."
Hiermee verwijzend naar het feit, dat alles in het Land van Ravenstein te veel bij het oude bleef. De staatsgrens tussen de Meierij en het Land van Ravenstein was dan wel verdwenen, maar daarmee ook de privileges die het oude Land van Ravenstein bezat.

## Economische ontwikkelingen

### Marktfunctie

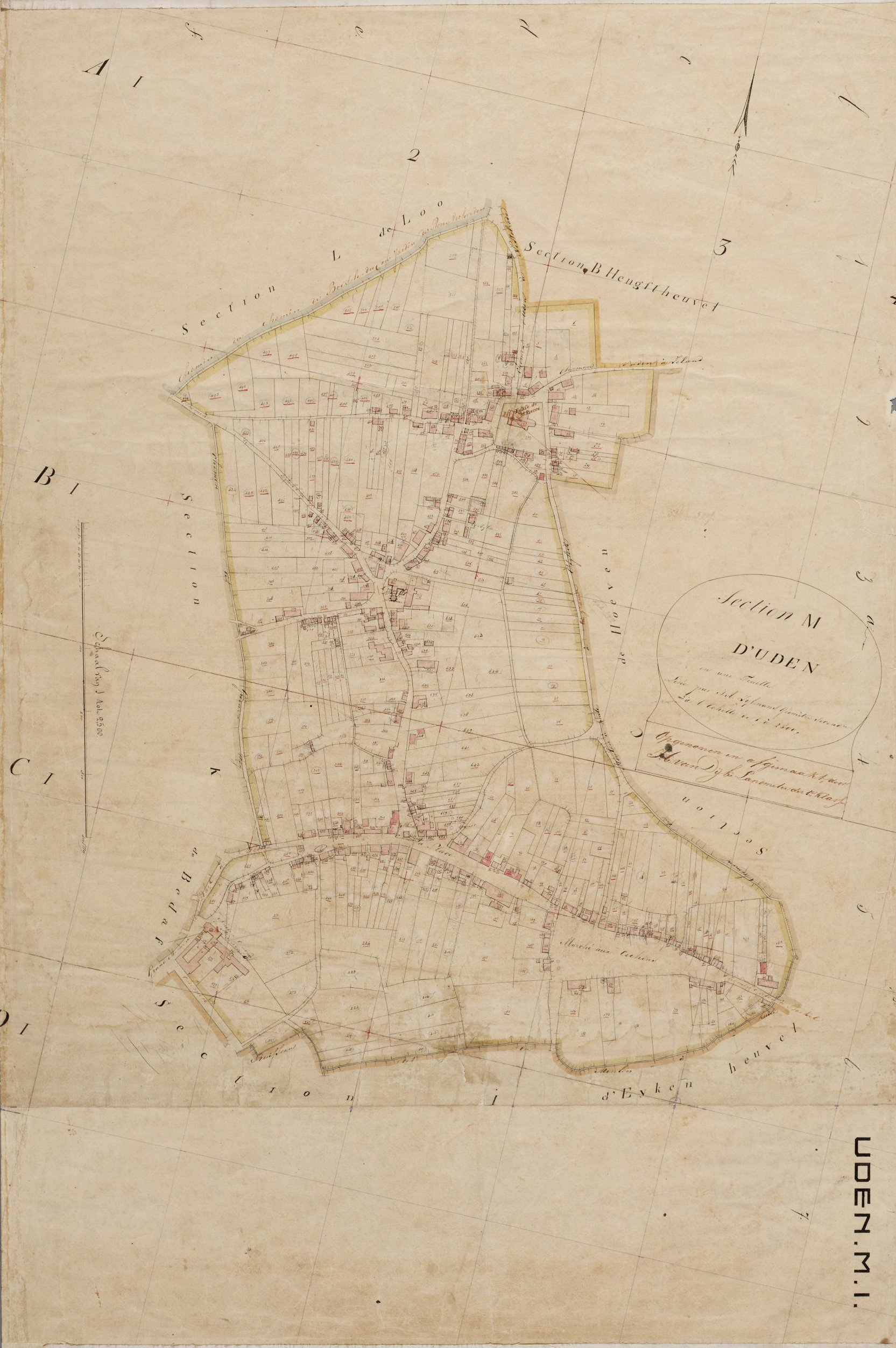
Uden Centrum in 1811 met de oude Sint Petruskerk uit 1300 (Eglise de Saint Pierre), het toenmalig marktveld als 'La Place' en laat 'Marché aux cochone' niets te raden over de functie van de huidige Markt destijds.

Uden was aanvankelijk een agrarische gemeenschap en had van oudsher een centrumfunctie binnen het Land van Herpen en later Land van Ravenstein. De oude Sint-Petruskerk uit de 13e eeuw was in primaire fase het godsdienstige centrum voor Uden, Volkel, Boekel en Zeeland. Naast het godsdienstig centrum in de omgeving van het huidige Piusplein, ontwikkelde zich rond het marktveld (huidige kruising Sint-Jansstraat, Kerkstraat, Marktstraat) een tweede economisch centrum dat een vestigingsplaats vormde voor kleine ondernemers en ambachtslieden. Deze kleinschaligheid was typerend voor het oude Uden. Al even typerend was de ontwikkeling van een derde economisch centrum rond de zogenaamde Biggenmarkt (de tegenwoordige Markt), toentertijd een groot grasveld, omgeven door boerderijen. Op de biggenmarkt kwam de weekmarkt tot bloei, die zich tot op de dag van vandaag weet te handhaven. Op de markt, die geheel in dienst stond van landbouw en veeteelt, verkochten de plaatselijke boeren hun vee, landbouw- en gebruiksartikelen. Pas in de 18e eeuw veranderde het aanzien van de weekmarkt. De particuliere boterproductie werd grootschaliger en de uitbreiding van de regionale markt met een boterwaag was een feit, toch bleef het mesten van kalveren en het aandeel van de veemarkt verreweg het grootst. Bezoek van de veemarkt kwam in die tijd tot uit België naar Uden afgereisd. Begin 20e eeuw boette de Udense veemarkt snel aan belang in. De plaats van de veemarkt werd ingenomen door de kersenteelt die vanaf die periode een spectaculaire groei doormaakte.
Heden ten dage is op de Markt in Uden op maandagochtend een (grootschalige) warenmarkt overgebleven met regionale betekenis, en op vrijdagochtend een kleine warenmarkt.

### Industrie
Eind 19e eeuw kwam de eerste industrie in Uden van de grond. Udens oudste industrieterrein omvat de huidige Losplaats (ook bekend als bedrijventerrein "Molenheide") waar in 1882 door Henricus Coenen uit Zeeland en Johannes Schoenmakers uit Druten aan het toenmalig spoor een kunstmestfabriek werd opgericht. Zij verhuisden in 1920 naar Veghel, dat over een haven beschikt. Een uit die tijd bekende onderneming werd de strohulzenfabriek Diks en Coenen, die in 1917 'DICO' met een strohulzen-machinefabriek startte en die later stalen bedden ging produceren op dit fabrieksterrein.
Tot kort na de Tweede Wereldoorlog nam de industriële ontwikkeling in Uden geen grote vlucht. Uden werd ontsloten over weg-, tram- en spoorverbindingen, maar beschikte niet over een haven, zoals het naburige Veghel dat door de aanleg van de Zuid-Willemsvaart sinds de 19e eeuw over water wordt ontsloten.
Het gebrek aan werkgelegenheid deed zich gelden tot aan de Tweede Wereldoorlog. In het kader van de regionale industrialisatie werd Uden in 1952 door het Rijk aangewezen als kern. Er kwam een nieuw industrieterrein tussen Uden en Volkel, waar zich vanaf 1947 een rij van bedrijven vestigde. Als eerste de Iduna Corset Industrie N.V. Vervolgens kwamen diverse bedrijven die al elders gevestigd waren naar Uden, mede aangelokt door rijkspremies: de firma Cezoma uit Helmond (1950), De Nederlandse Kroon n.v. (rijwielen, hulpmotorrijwielen, onderdeel van Stokvis), uit Den Haag (1951) en oud-plaatsgenoot de Haage Meubelfabriek (1954). De belangrijkste vestiging was het filiaal van Philips, die een afdeling keramiek en een gereedschapmakerij in Uden vestigde. Deze vestiging uit 1953 werd in de daarop volgende decennia regelmatig uitgebreid. Een deel van dit voor industrie bestemde gebied werd echter later bebouwd met woningen, omdat de grootse geplande industriële ontwikkelingen uitbleven. Het door de Duitsers achtergelaten vliegveld ('Fliegerhorst') bij Volkel werd uitgebouwd tot wat nu de grootste luchtmachtbasis van Nederland is: Vliegbasis Volkel. De komst van deze luchtmachtmilitairen die er kwamen werken en in Uden wonen, zorgde mede voor een grote groei van Uden. Een tijdlang kwam er extra subsidie voor bedrijvigheid in kader van I.P.R. (Investerings Premie Regeling). De toenmalige burgemeester Schampers verwierf onder andere tot in de Verenigde Staten van Amerika enige grote industrieën, waardoor Uden enkele decennia een concentratiegebied was voor medische-technische bedrijvigheid. Dit leverde Uden aanzienlijke voordelen op en bespoedigde de ontwikkeling tot een verstedelijkte gemeente met een groot werkgelegenheidspotentieel in Noordoost Noord-Brabant. Of zoals een boektitel (waarin een inkijk werd gegeven in de geschiedenis vanaf de Wereldoorlogen) luidde: 'Van Kersendorp tot Plaats met Pit'!
Bekende ondernemersfamilies zijn Diks en Coenen, die in 1917 DICO startten, een strohulzen-machinefabriek die later stalen bedden gingen produceren. In 1980 gevolgd door Piet Diks Sr en Jan Diks met zijn zonen met Beter Bed, een internationale keten van slaapwarenhuizen. Beter Bed heeft door diverse overnames met name in Duitsland een grote expansie doorgemaakt en is gevestigd aan de Linie in Uden. DICO International N.V. heeft het laatste decennium een moeilijke tijd doorgemaakt. In 2005 zijn de fabriekshallen aan de Losplaats gesloopt en het terrein is vrijgekomen voor planologische ontwikkeling. 
Rond 1969 richtte Cor van der Heijden C.S.U. (Cleaning Service Uden) op, wat nu CSU Total Care is. Het bedrijf is een van de grootste schoonmaak-, onderhoud- en beveiligingsbedrijven van Nederland. In 2010 heeft CSU de beveiligingstak verkocht en richt het zich alleen nog maar op schoonmaakdienstverlening.
De Veghelse familie van Hout begon in 1906 aan de Veghelse haven een koloniaal- en kledingwarenhuis dat uitgroeide tot de landelijke keten van Hout-Brox winkels, tezamen met andere winkelformules als Duthler (en enige tijd ook Active Life Sports) verenigd in de Brova-Groep. De Udense Hout-Brox nam bij nieuwbouw de functie over van de Veghelse winkel die in Duthler werd veranderd, waarmee de Udense Hout-Brox de belangrijkste vestiging in de regio is geworden. In november 2006 is bij het honderdjarige bestaan bekend geworden dat ze 'bij Koninklijke beschikking' hofleverancier zijn geworden.

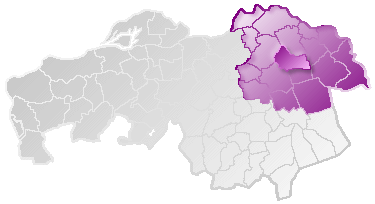
Verzorgingsgebied Uden Centrum

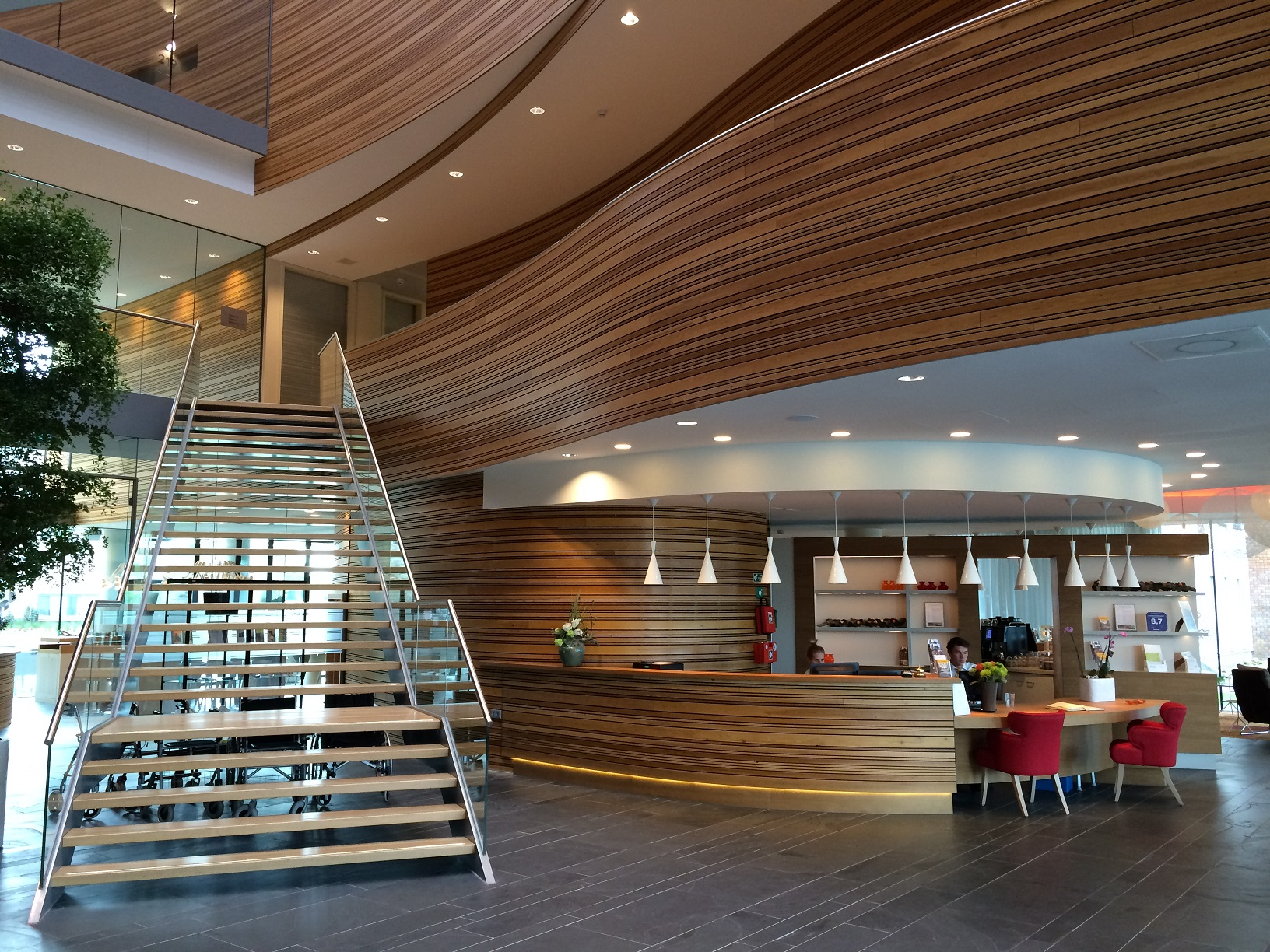
Hotel Udens Duyn

### Centrum en verzorgingsgebied
Het Udens centrum vormt binnen de regio Uden Veghel de belangrijkste publiekstrekker op het gebied van winkelen en uitgaan. De centrumontwikkeling heeft met name in de laatste decennia van de 20e eeuw een grote vlucht genomen. Uit onderzoek blijkt, dat niet-dagelijkse bestedingen in Uden-centrum vooral afkomstig zijn van inwoners uit Bernheze, Meierijstad, Landerd, Boekel en Oss. Daaruit kan verder geconcludeerd worden, dat Uden met name grote aantrekkingskracht heeft op consumenten ten noorden van de regio Uden-Veghel (Landerd). Ten zuiden van de regio ligt de aantrekkingskracht bij Eindhoven. Het Udens centrum vormt een van de belangrijkste werkgelegenheidsfactoren binnen de gemeentegrenzen. 
Het verzorgingsgebied van Uden ligt precies in de driehoek Nijmegen - 's-Hertogenbosch - Eindhoven/Helmond. De bereikbaarheid van Uden is door de komst van de doorgetrokken autosnelweg A50 (Eindhoven - Veghel/Uden-Arnhem - Apeldoorn - Zwolle) aanzienlijk verbeterd. Uden ondervindt in dit gebied sterke concurrentie van Eindhoven en 's‑Hertogenbosch.

## Sociale ontwikkelingen
Als onderdeel van het Rijksterritorium kende Uden godsdienstvrijheid. De uitwijzing van de katholieke geestelijkheid uit de naburige Brabantse Meierij zorgde voor de toestroom van verschillende religieuze ordes. Deze verzorgden het geestelijk leven voor vele katholieken tot in de wijde omtrek. De keurvorst van Palts-Neuburg schonk als heer van Uden de Kruisheren het gebruik van de O.L.V.-kapel en het vestigen van een klooster in Uden. In 1832 werd de door de Bossche Jezuïeten in Huisseling gestichte Theologische Hoogeschool naar Uden verplaatst, maar in 1842 opgeheven. In Uden zijn er aanzetten gegeven voor onderwijs, gezondheidszorg en missie. Een zichtbaar en tastbaar blijk zijn heden ten dage de vele monumentale religieuze gebouwen in Uden.
Nadat het Land van Ravenstein opging in het Koninkrijk der Nederlanden en daarmee de bijzondere positie van de Heerlijkheid Uden ophield te bestaan werd in de 19e eeuw met name Uden geteisterd door economische achteruitgang en de algemene landbouwcrisis. Hierdoor was er eind 19e eeuw een grote bevolkingsgroep die leefde van armoede en bedelarij. Ondanks haar centrumfunctie, bood de Udense economie niet genoeg kansen voor alle inwoners. Grote aantallen emigranten vanuit Uden, Volkel, Boekel en andere plaatsen in de regio naar het Amerikaanse Wisconsin waren het gevolg. Veel van hen vestigden zich in het plaatsje Little Chute. Begin 20e eeuw werden in Uden heersende problemen door burgemeester Thijssen met succes aangepakt.
Het zou echter tot na de Tweede Wereldoorlog duren tot de positie van Uden min of meer werd hersteld doordat het door het Rijk aangewezen werd als groeikern, de daarmee gepaard gaande industriële expansie alsook door de komst van de Luchtmachtmilitairen.

### Religie

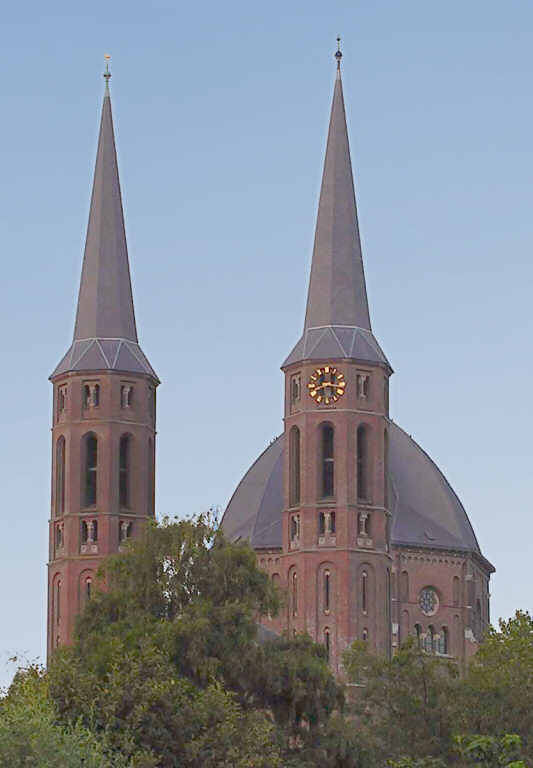
Sint-Petrus

In het huidige Brabant bekeerden de missionarissen Willibrord en Lambertus de bevolking tot het christendom. Gedurende deze kerstening werd rond het jaar 750 in de kern van Uden het eerste houten christelijke kerkje gebouwd.
Vijf en een halve eeuw later werd medio 1300 de eerste stenen parochiekerk gebouwd, gewijd aan Sint-Petrus Stoel van Antiochië. De oudste klok, gewijd aan O.L. Vrouw dateert van dit jaar; latere klokken zijn van 1443 (St.-Pieter) en 1484 (Jezus Nazarenus).
In 1571 deelde bisschop Metsius van Bisdom 's-Hertogenbosch tijdens een synode Uden en Ravenstein in bij het decanaat Oss.
Uden verkreeg godsdienstvrijheid in 1631 als onderdeel van het Land van Ravenstein.
De Kruisheren (pauselijke orde sinds 1248) vestigden zich in 1638 na hun verbanning uit 's-Hertogenbosch en de Meierij in een boerderij op de Bitswijk en bouwden in 1652 een klooster aan de Vorstenburg. Na 1667 bloeide de Mariabedevaart naar de kapel van O.L. Vrouwe ter Linde naar aanleiding van wonderlijke genezingen. In 1674 verkregen de Kruisheren de bediening van de Mariakapel en verkregen het als kloosterkerk in 1696. In dat jaar vonden er 4 grote processies naar Uden plaats.
De zusters Birgittinessen vestigden zich in 1713 in Uden en trokken in in het door de Kruisheren gebouwde klooster. De broeders Kruisheren gingen naar het nieuw gebouwde Kruisherenklooster bij de Mariakapel van O.L. Vrouwe ter Linde om de Mariadevotie effectiever te verzorgen.
De Fransen veroveren het Land van Ravenstein in 1794 en vorderen onder andere het zusterklooster. Het verbod van de Fransen op het houden van processies betekende het einde van de belangrijkste Mariaverering in Uden. Onder Napoleon I werd bij keizerlijk decreet in 1812 het zusterklooster geconfisqueerd. De zusters Birgitinessen konden in 1844 weer naar hun klooster aan de Veghelsedijk terugkeren.
Tussen 1866 en 1870 reisden twintig jongens uit Uden naar Rome om daar deel te nemen aan de Pauselijke Zoeaven om de Kerkelijke Staat te beschermen tegen de troepen van Giuseppe Garibaldi, die streefde naar de vereniging van Italië en de scheiding van kerk en staat.
De Barmhartige Zusters van de H. Carolus Borromaeus uit Trier vestigden zich in 1877 aan de Kerkstraat.
De eerste parochiekerk gewijd aan Sint-Petrus Stoel van Antiochië brandde op zondag 4 april 1886 volledig af. In de ruïne van de fundamenten werd een runensteen met de tekst "WOT" gevonden. Heden ligt aan deze locatie het oorlogskerkhof (Uden War Cemetry) waar op initiatief van de Heemkundekring Uden de contouren van de oude kerk met stenen zijn gemarkeerd. In 1887 bouwde Pastoor Spierings de tweede Udense Sint Petruskerk op een andere locatie, aan de Kerkstraat. Architect was Carl Weber. Bisschop Godschalk wijdde de kerk op 13-14 april 1890.
In 1909 vestigden de zusters Franciscanessen in de oude pastorie aan de Kapelstraat.
In 1961 werd Uden decanaat van Uden, Volkel, Odiliapeel, Vorstenbosch, Schaijk, Reek, Nistelrode en Zeeland.
Begin mei 1965 werden vijf Udense missionarissen van de Orde der Kruisheren in Buta vermoord door opstandelingen, in voormalig Belgisch-Congo.
Op 2 november 2005 werd met een officiële inzegening het Kruisherenmonument op de Centrale Begraafplaats aan de Bronckhorstsingel ingewijd.
Ten gevolge van een significante ontkerstening in Uden, werden in 2008 de St. Paulus en de Pius X kerken onttrokken aan de eredienst.

### Onderwijs

#### Kruisheren

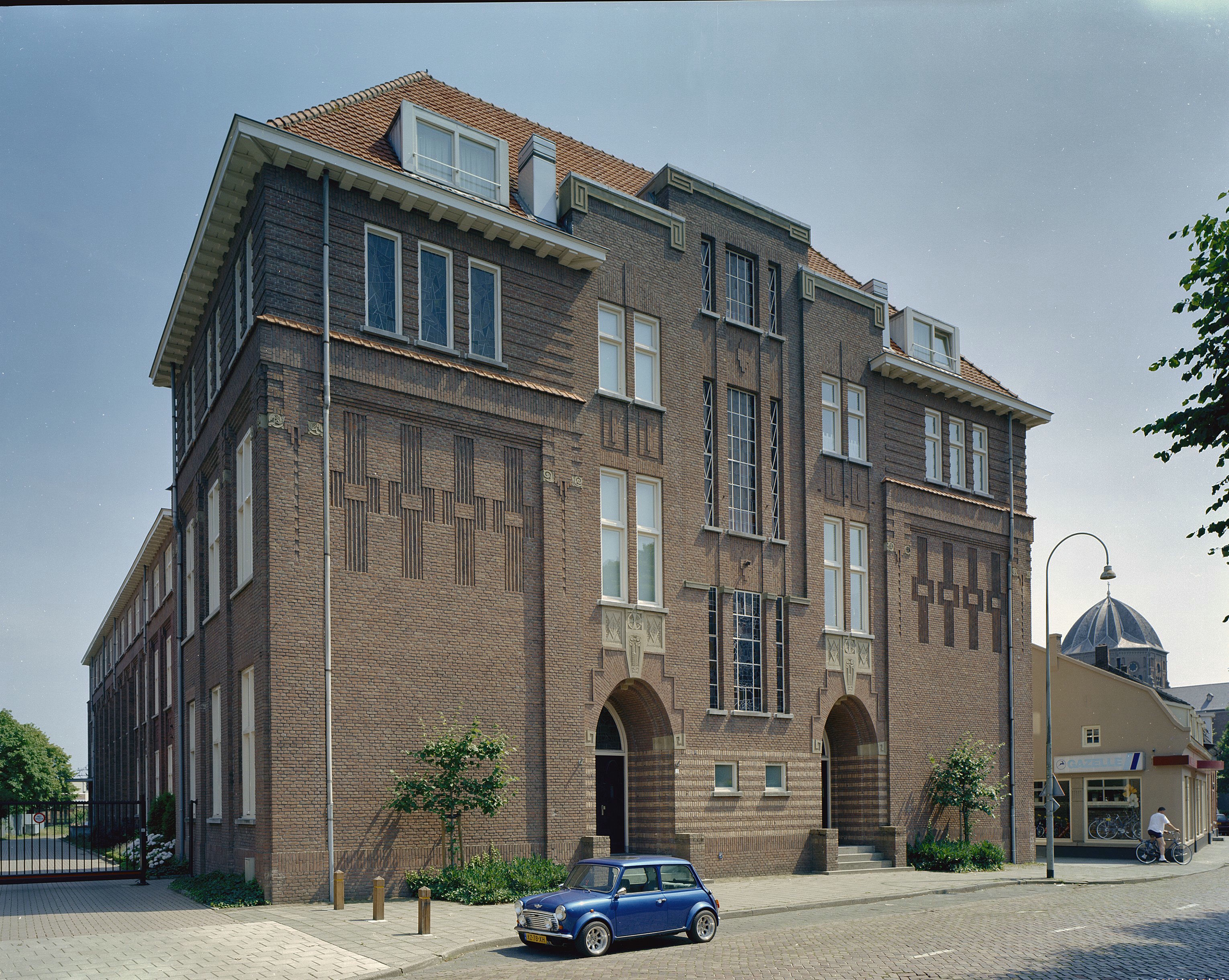
Art deco geïnspireerd Kruisheren-internaat

Mede verantwoordelijk voor de vormgeving van het hoger middelbaar onderwijs is de Orde der Kruisheren die in Uden de afgelopen 260 jaar verschillende onderwijsinstellingen hebben gesticht. Kruisheer Walterus Peynenborgh stichtte in 1743 de Latijnsche School. De Kruisheren stichtten onder meer in 1886 priestercollege H. Kruis en in 1923 een nieuw College van het Heilige Kruis met een internaat. In 1975 werd de school gesplitst in Kruisheren Kollege (verhuisde in 1979 naar een nieuwe locatie op de Schepenhoek in Uden, bijgenaamd 'Rooie School' door het geheel in rode steen en hout opgetrokken gebouw in de vorm van een dubbelkruis oftewel tweebalkig kruis) en Rivendell College (in de oude gebouwen gebleven nabij het Kruisherenklooster). Deze scholen samen heten tegenwoordig het Udens College.

#### Ursulinen
Sinds 1845 stond in de buurtschap Velmolen een klooster van de zusters Ursulinen. De Ursulinen vormen een kloosterorde die zich richt op het onderwijs. Het is niet precies bekend waarom de Ursulinen juist in Uden een pensionaat met mulo-onderwijs voor burgermeisjes zijn begonnen. De internen kwamen meestal uit de welgestelde burgerij van boven de rivieren.
In 1910 verkochten zij het complex aan van Steyl.
Zie voor de geschiedenis ook: Missiehuis (Uden)

#### Van Steyl
De missiezusters van Steyl stichtten de vestiging van het Gezelschap van het Goddelijk Woord in het gebouw van de zusters ursulinen. In 1911 betrokken de paters het klooster en kreeg het missiehuis de naam 'St. Willebrord'. Dit missiehuis werd in augustus 1944 door de Duitsers opgeblazen en zou dit gebied enige jaren later het huidig gemeentelijk sportpark worden. Ook de missiezusters wilden een eigen Nederlandse afdeling. Er was grond beschikbaar op de Molenheide, tegenover het missiehuis St. Willebrord. In 1912 arriveerden de eerste postulanten in Uden. Zij werden ondergebracht in de school van het missiehuis St. Willebrord. Na de zomer van 1913 was het aantal studenten in het missiehuis zo gegroeid dat de school niet langer geschikt was voor de huisvesting van de postulanten en novicen van de missiezusters. Er moest verhuisd worden. De nieuwbouw was echter nog niet af. Toch trokken de zusters alvast in het nog in aanbouw zijnde klooster. Op 1 december 1913 vond de plechtige inwijding plaats van het gebouw dat wij heden kennen als het Retraitehuis.

#### Ontwikkelingen
De Stichting voor Katholiek Voortgezet Onderwijs Uden (S.K.V.O.U.) is in de jaren 1990 een samenwerkingsstichtingsmodel aangegaan tussen het katholiek en openbaar onderwijs in Uden, uniek vanwege de strenge scheiding tussen bijzonder en openbaar onderwijs zoals die lange tijd in Nederland gold. Die samenwerkingsstichting heeft de bestaande scholengemeenschappen voor havo/vwo en mavo (Kruisheren Kollege, Rivendell College → Comenius College), Aloysius Mavo en Merlet Mavo → Mavo de Maerle, lts St.-Eloy en LHNO's ter Linde/St.-Anna) in Uden uiteindelijk verenigd in het Udens College op twee locaties voor onderwijs voor vwo, havo en vmbo.

### Gezondheidszorg

#### Barmhartige Zusters van de H. Carolus Borromaeus
Een eerste aanzet tot de gezondheidszorg was de oprichting van een gasthuis door de Barmhartige Zusters H. Carolus, die zich in 1877 wegens de Kulturkampf vanuit Trier in Uden vestigen. In het kleinschalig gasthuis wijdden zij zich aan de verpleging van zieken en aan de verzorging van armen en ouden van dagen. In 1905 breidde de ziekenzorg zich uit met de oprichting van een operatiekamer. De plaats van het oude gasthuis wordt in 1935 ingenomen door het Sint-Jansgasthuis, dat later in de jaren 1980 Huize Sint-Jan zou worden. Het Udens gasthuis heeft zich, zoals de meeste Brabantse gasthuizen, niet ontwikkeld tot een ziekenhuis (in vergelijking met het Sint-Anna te Oss en het Sint-Joseph te Veghel).

#### Streekziekenhuis
Met de opening van de nieuwe locatie van Ziekenhuis Bernhoven in 2013 speelt Uden een grotere rol in de regionale gezondheidszorg. In 2005 is door het bestuur van het ziekenhuis besloten om de nieuwe locatie van het regionale ziekenhuis in Uden te realiseren. In 2000 vond reeds een fusie plaats tussen de ziekenhuizen Sint-Anna in Oss en Sint-Joseph in Veghel tot het nieuwe Ziekenhuis Bernhoven. De ziekenhuislocaties Veghel en Oss zijn opgeheven. In Oss is nu een nu polikliniek en dat zal waarschijnlijk op termijn ook in Veghel het geval zijn. Met het oog op de toekomst blijft de regio met het nieuwe streekziekenhuis en inrichting van zorgconcentratielocaties verzekerd van optimale gezondheidszorg.

### Kunst en cultuur

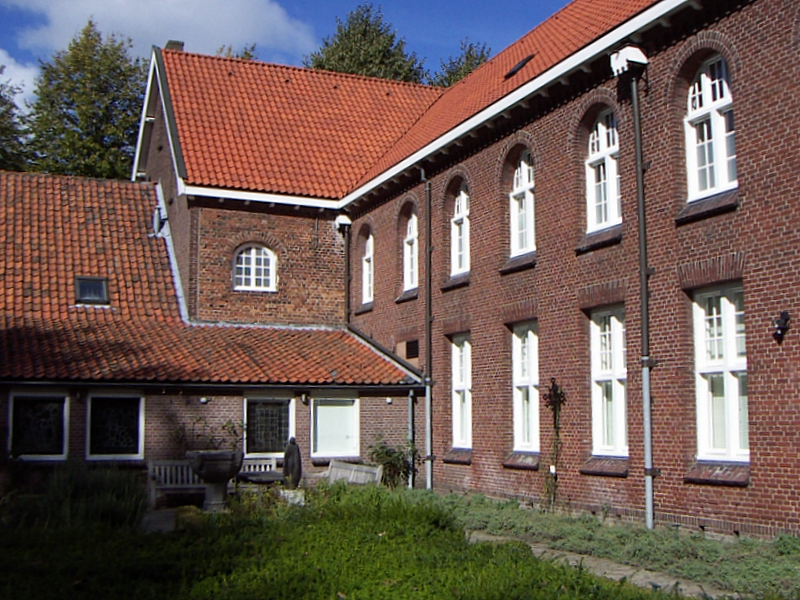
Museum Krona

Uden beschikt over enkele musea, zoals Museum Krona en de Pronkkamer, museum voor hedendaagse kunst, inmiddels InC geheten. Een andere culturele organisatie is Theaterspoor, dat theater in de wijken van Uden en omstreken brengt.
Het moderne Theater Markant (uit 1996, van architect Herman Hertzberger) behoort tot de grotere theaters van het land met 685 zitplaatsen, waarvan 417 zaalplaatsen, 193 balkonplaatsen en 75 orkestbakvloerplaatsen. Het theater heeft een toneeltoren van 25 meter breed, 14 meter diep en 22 meter hoog.
Op het gebied van popmuziek herbergt Uden een van de oudste poppodia van Nederland, De Pul. Opgericht in 1968 als soos is deze organisatie uitgegroeid tot een cultureel-maatschappelijk centrum.
Net buiten het centrum bevindt zich het openluchttheater Naat Piek, vernoemd naar het karakter uit de boeken van H.J.M. van den Heuvel. Het theater bestaat uit een vestzaktheater (binnentheater) en een openluchttheater. Theater Naat Piek is de thuisbasis voor Toneelvereniging Naat Piek. Beide bestaan sinds 1966.

## Sport en recreatie

### Buitensporten
Er zijn diverse sportaccommodaties in het aan de zuidoostkant van het centrum grenzende gemeentelijk sportpark. Vroeger was dit de kloostertuin van het Retraitehuis. Hier ligt ook het atletiekstadion 'De Kuip', waar atletiekvereniging 'De Keien' haar onderkomen heeft en waar diverse Nederlandse en internationale records zijn behaald. Voetbalclub UDI '19 is hier ook gevestigd. Verder is er een trainingswielrenparcours met skatefaciliteiten in het Bevrijdingspark.
Bij de Molen van Jetten ligt Sportpark Moleneind. De huidige gebruikers zijn Rugbyclub Octopus, voetbalvereniging FC de Rakt en Honk- en softbalclub Uden Red Sox, deze laatste vereniging opende op 8 april 2006 hun nieuwe accommodatie met clubhuis en kleedkamers.
Voetbalvereniging FC Uden en handbalvereniging Helios zijn gevestigd op het sportterrein de Vlasakker, gelegen in het noorden van Uden.
Tot 1987 had Uden een openluchtzwembad, met aparte meisjes- en jongensgedeeltes en ligweiden. Dit bad is in 1988 gesloopt. Er is nog een binnenzwembad van zwemvereniging Zeester-Meerval aan de Hockeyweg in Uden, waar zwemkampioen Marcel Wouda zijn eerste baantjes heeft getrokken.

### Binnensporten
Het in januari 2006 geopende indoorzwembad 'Delfino', huidige naam 'De Drie Essen', verving het in 1973 aan de overzijde van de weg gebouwde overdekte zwembad 'De Wel' (indertijd in combinatie met indoorsporthal 'De Deel'). In 1994 is indoorsporthal 'De Stigt' aan de Kerkstraat aangelegd bij een locatie van het Udens College.
Een bijzonderheid is sportzaal De Ring aan de Klarinetstraat die volledig beheerd en geëxploiteerd wordt door een aan volleybalvereniging Saturnus/Hendriks Coppelmans gelieerde stichting. Het gebouw deed jarenlang doordeweeks dienst als sportzaal en in het weekend als kerk (Heilige Geest-kerk). In de zomer van 1996 werd de kerk door verenigingsleden eigenhandig omgebouwd tot sporthal. Op het voormalige altaar werd kantine De Schelft gerealiseerd. In dit 'volleybalwalhalla' De Ring begonnen de succesjaren van onder andere beachvolleyballers Gijs en Bram Ronnes en internationals Dirk-Jan van Gendt, Deborah Sgroot en de volleybalzusjes Nikki en Sanne Hoevenaars. Begin jaren 2000 vierde de damesafdeling hoogtij onder leiding van de Belgische oud-international Jean-Pierre Staelens.

## Stedelijke ontwikkelingen

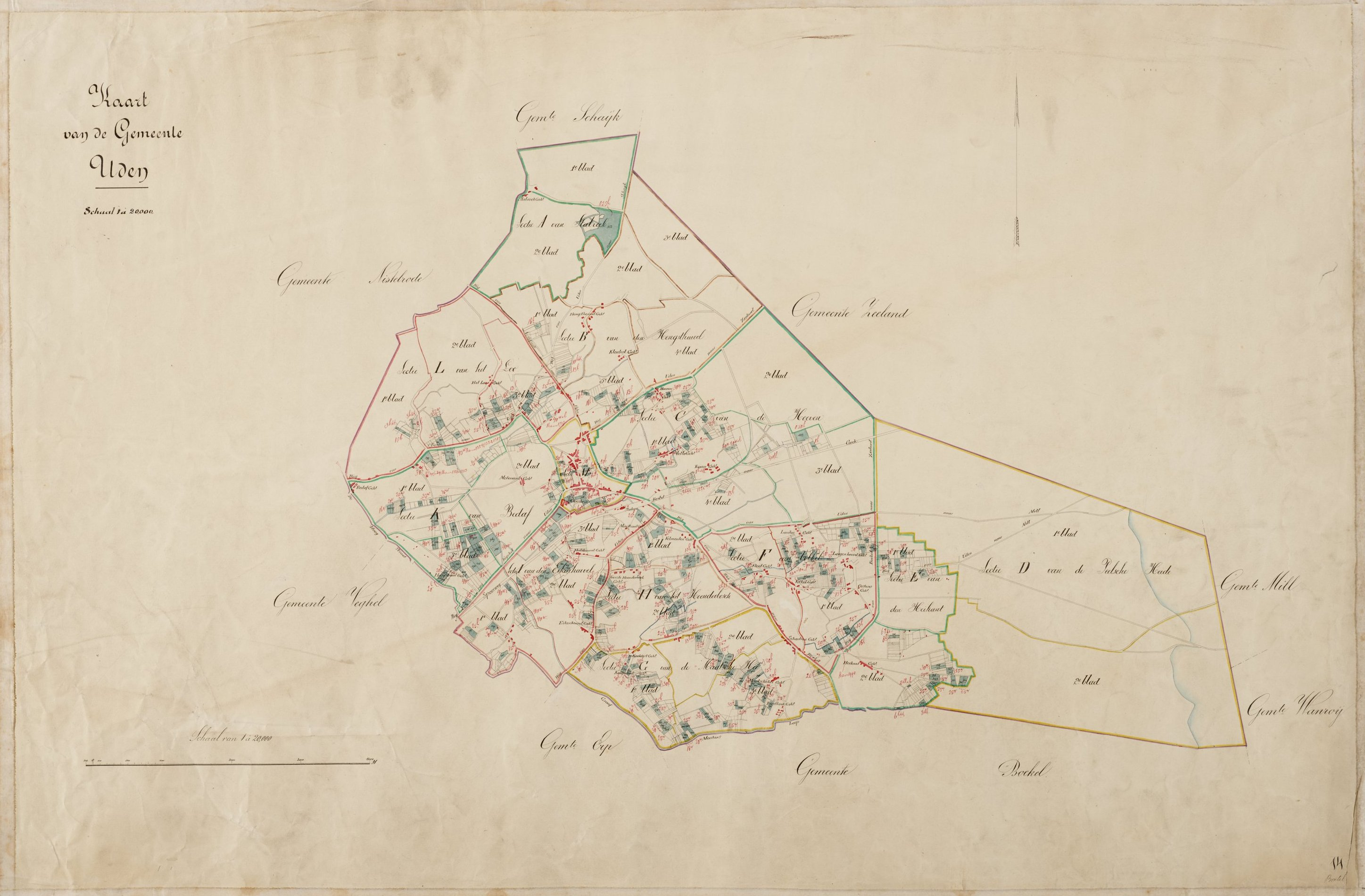
Kadasterkaart uit 1811

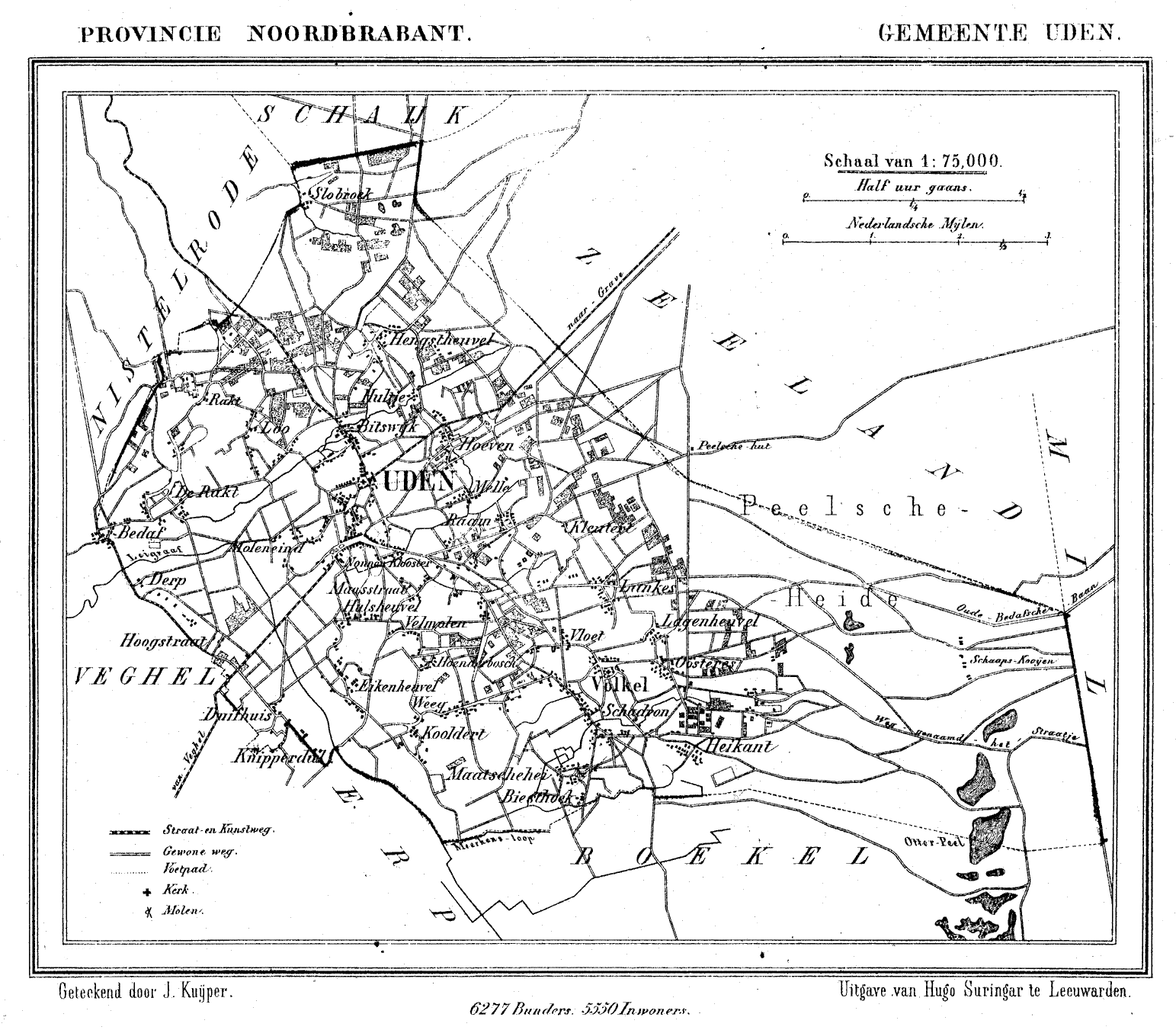
Uden in 1865

De heerlijkheid Uden bezat heerlijke rechten, maar die hebben niets van doen met het stedelijk karakter dat Uden momenteel kent. De ontwikkeling van Uden past in die van veel Brabantse dorpen. De regio kent namelijk een aantal grote dorpen, die vroeger met de term 'vlek' werden aangeduid. Vlekken hadden, ondanks hun grootte en functie, overwegend dorpse karaktertrekken. In de tweede helft van de 20e eeuw onderging Uden een complete gedaanteverwisseling, van arme agrarische gemeenschap tot welvarende industriegemeente. Sindsdien is sprake van stadse kenmerken. Dat uit zich onder andere in het straatbeeld. Met name de historische kern van Uden ging compleet teloor als gevolg van massale nieuwe en hoogbouw in het centrum. Van het oude Uden is daardoor nagenoeg niets meer te herkennen. Momenteel is men bezig met enkele kwalitatief hoogstaande ontwikkelingsplannen voor het centrum van Uden. Deze moeten de sloop van en sfeerloze nieuwbouwwerken uit de jaren 1960 en 1970 enigszins naar de achtergrond drukken. Men beseft hoe belangrijk een kwalitatief hoge uitstraling van het aloude centrum is. Ondanks de vernieuwingsplannen zijn er momenteel veel protesten tegen het zogenaamde plan Centrum-West. Dit plan om het gebied rond de recentelijk geheel gerenoveerde Sint-Petruskerk nadrukkelijker bij het centrum te betrekken, valt in slechte aarde bij enkele Udenaren, die wanhopig vasthouden aan dit sinds de jaren 1960 nagenoeg onaangetast gebleven stukje dorpssfeer, dat in schril contrast staat met de op commercie gerichte centrum-nieuwbouw. Voordeel van de verstedelijking is het grote aantal voorzieningen, dat zich momenteel in Uden concentreert. Hierbij gaat het niet alleen om het winkel-, maar ook om culturele en sociale aanbod.

### Overzicht van bedrijventerreinen
Behoud en revitalisering industriegebied en bedrijventerreinen:
- Goorkens
- Hoogveld (in ontwikkeling)
- Hoogveld-Zuid (in ontwikkeling)
- Loopkant
- Liessent
- Molenheide
- Vluchtoord (N.B. de huidige benaming van het moderne bedrijventerrein Vluchtoord herinnert aan de periode van de Eerste Wereldoorlog, toen enkele duizenden Belgen in Uden hun toevlucht zochten en opvang kregen voor het oorlogsgeweld in hun eigen land.)
- Industrieterrein Volkel

### Topografie
Topografische kaart van Uden, december 2013. Klik op de kaart voor een vergroting.

## Openbaar vervoer

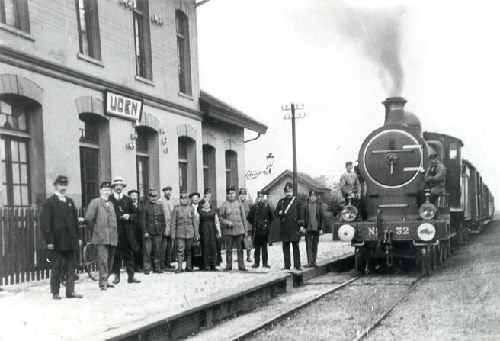
Station Uden eind 19e eeuw

### Spoorlijn
Uden lag in 1873 aan de spoorlijn tussen de wereldsteden Moskou, Berlijn en Londen. Voor de gewone sterveling was dit "Duits Lijntje" de verbinding tussen Roosendaal-Boxtel-Veghel/Uden-Gennep/Boxmeer-Duitsland. Het werd toentertijd geëxploiteerd door de NBDSM (Noord-Brabantsche en Duitsche Spoorweg Maatschappij), later overgenomen door Staatsspoorwegen (SS)/Nederlandse Spoorwegen (NS). Vanaf ca. 1975 zijn tussen Veghel/Uden en Gennep de spoorrails weggehaald, wat overbleef was een goederenspoor tussen Boxtel en Veghel en een regionale variant van een Ecologische (Hoofd-)Structuur oftewel een langgerekt gebied met natuurwaarden over de oorspronkelijke stamspoorweg.
In 2005 is bekend geworden dat ProRail geen onderhoud meer wil gaan plegen aan het overgebleven treinvak Boxtel-Veghel.
Een aantal gemeenten, waaronder Veghel en Uden, hebben een onderzoek laten uitvoeren in kader van een goede bereikbaarheid van de stedelijke regio Uden-Veghel met een toekomstige lightrail-verbinding over het huidige goederenspoor Veghel - Schijndel - Boxtel (aantakkend op treinverbinding Eindhoven–'s-Hertogenbosch) en dus deels het voormalige treinvak Roosendaal-Gennep/Boxmeer-Duitsland van de NBDSM. Een alternatief is eventueel over heel nieuw tracé langs Veghel - Uden - Oss (aantakkend op treinverbinding 's-Hertogenbosch-Nijmegen).

### Tramlijn
Een decennium later werd in 1883 ook een tramlijn geopend voor personen- en vrachtvervoer van Helmond naar 's-Hertogenbosch over Gemert, Erp en dus ook Uden. De tram had in de volksmond de bijnaam "de goede moordenaar", omdat er soms ongelukken mee gebeurden. In 1939 reed de laatste goederentram door Uden. Enkele jaren eerder was het personenvervoer al gestopt.

### Busverbindingen
Uden kent een aantal busverbindingen met omliggende dorpen en steden. Achtereenvolgens werden die geëxploiteerd door busmaatschappijen als ATO, Van de Rijdt, Vitesse, Zuidooster, Hermes Groep (deel van Connexxion Holding), BBA (voormalige Brabantse Buurtspoorwegen en Autodiensten, onderdeel van Veolia Transport Nederland). Vanaf 2007 is dit Arriva, nadat de aanbesteding van 2005 opnieuw moest gebeuren en de aanbesteding van 2006 een fiasco werd doordat Connexxion zich en Hermes terug wilde trekken. Hermes had de aanbesteding gewonnen voor Noordoost-Brabant.
Op last van de Rechtbank en na interventie door Provinciale Staten heeft er in 2006 een nieuwe openbare aanbesteding plaatsvinden, waarvan de uitkomsten inmiddels bekend zijn. Connexxion heeft de laagste offerte uitgebracht die is toegewezen door de provincie. Daarna hebben zij geprobeerd onder het contract uit te komen omdat zij vonden dat ze voor die prijs verlies zouden gaan leiden. Vervolgens heeft dit tot protestacties van bestaande buschauffeurs en nieuwe onderhandelingen met alle betrokken partijen/busmaatschappijen en de provincie geleid. De uitkomst hiervan was dat vanaf 2007 het busvervoer in de regio Noordoost-Brabant door Arriva werd verzorgd en in Midden-en West-Brabant door de Veolia Transport (voorheen BBA). De concessies waren gegund tot eind 2014. Begin 2014 is er een nieuwe aanbesteding geweest en die is gewonnen door Arriva en die mag daarom tot 2025 (West-Brabant) en 2026 (Oost-Brabant) het busvervoer in onder andere Uden verzorgen.
Als alternatief voor de lightrailverbinding is nu in deze regio de doorgetrokken autosnelweg A50 tussen Eindhoven - Veghel/Uden - Oss - Arnhem - Apeldoorn - Zwolle klaar is, de Interliner tussen Eindhoven en Nijmegen opnieuw in te stellen. In de laatste openbare aanbestedingen van de Provincie voor de openbaarvervoerconcessie 2006/2007-2011 is niets opgenomen over provinciegrensoverschrijdende snelle busverbindingen als die van de Interliner.

## Landschappelijke ontwikkelingen

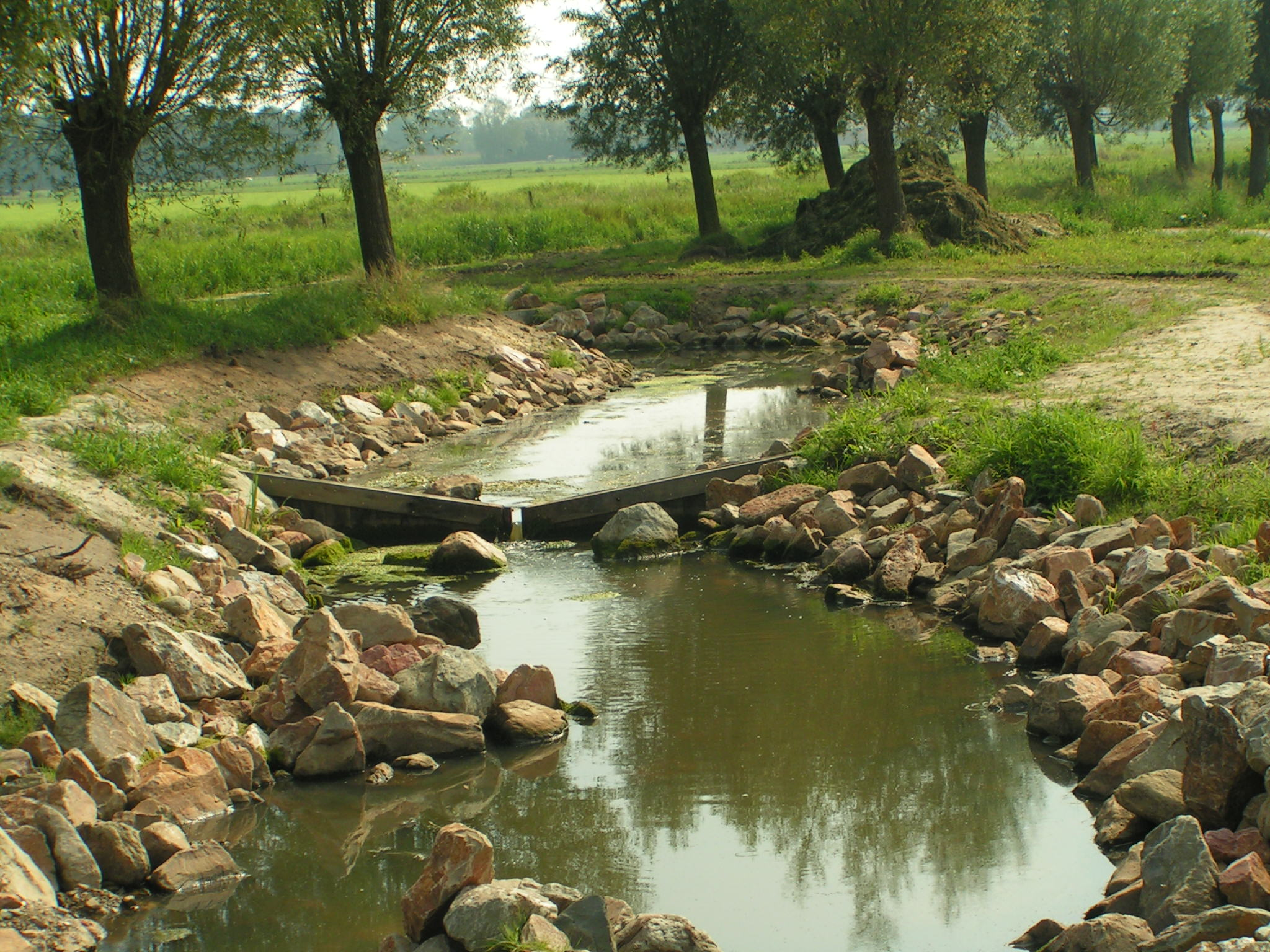
Een vistrap in de rivier de Leijgraaf tussen Uden en Vorstenbosch

Het Udense landschap wordt in grote mate bepaald door de ligging nabij de Peelrandbreuk. Uniek door het ontstaan van de zogeheten oerbonken/oerstenen in Udense bodem vanwege de 'Udense breuk' en horst/slenkwerking van de natuur. 
Op de grens van de Peelhorst en Peelslenk doet zich een opmerkelijk verschijnsel voor. Door een ondoorlaatbare laag in de bodem, zijn de hooggelegen wijstgronden nat en de laaggelegen gronden droog. De aanwezigheid van wijstgronden is bepalend voor delen van het Udens landschap. Het meest bekende stukje wijstgrond is het Sint Annabosje, een stukje kwelgrond aan de Karperdijk, tussen Uden en Vorstenbosch.
Typerend voor Uden is de tot in de twintigste eeuw gebleven aanwezigheid van woeste gronden. De uitgestrekte open heidevelden werden in de jaren 20 en 30 met veel moeite ontgonnen en vormden de aanzet tot het stichten van de kolonie Terraveen, later Odiliapeel. Het landschap in dit deel van de gemeente is nog altijd open en rationeel gevormd.

### Groenste stad van Nederland
Uden is een ware groene parel in Noordoost Brabant, schrijft de jury van de nationale groencompetitie Entente Florale in Amersfoort op 17 oktober 2007. "Bijzonder door haar unieke ligging op de Peelrandbreuk, wat goed zichtbaar is in de aanpak van het stedelijk groen en het prachtige omringende landschap. De natuurlijke rijkdom reikt zelfs tot aan de binnenstad. De belevingswaarde van alle elementen afzonderlijk, zowel als de som der delen, is in Uden bijzonder hoog en kwaliteitsvol. Vandaar ook het terechte bezoek en verblijf van zeer veel toeristen in de zomermaanden. Wat Uden in haar visie- en beleidsaanpak heeft beloofd, maakt zij ook volledig waar. Zij wordt daarbij op uitstekende wijze geholpen en bijgestaan door haar bevolking, diverse instanties en veel vrijwilligers. De jury heeft grote waardering voor de wijze waarop de gemeente deze betrokkenheid stimuleert en honoreert." Uden won daarmee goud in de categorie steden. Zilver en brons gingen respectievelijk naar Apeldoorn en Weesp.
De in de stedelijke regio Uden-Veghel gelegen plaats Sint-Oedenrode won eerder in 1999 goud als Groenste dorp van Nederland en het jaar daarop als groenste dorp van Europa.
Op 8 oktober 2008 loste Arnhem Uden af als groenste stad van Nederland.
De stichting Entente Florale Nederland stelt zich tot doel om met de nationale groencompetitie voor steden en dorpen het grote belang van kwaliteitsgroen onder de aandacht te brengen van overheden, bedrijfsleven en burgers. Het motto daarbij is "de Groene Stad" waarbij de achterliggende gedachte is dat groen geen geld kost, maar juist oplevert in economische en maatschappelijke zin.

### Groenste stad van Europa
In de Kroatische stad Split werd Uden, die Nederland vertegenwoordigde in de internationale Entente Florale, op 19 september 2008 uitgeroepen tot 'Groenste Stad van Europa'. Uden deelt de titel 'Groenste stad van Europa' met de steden Cervia (Italië), Düsseldorf (Duitsland), Letterkenny (Ierland), Tours (Frankrijk) en Tulln (Oostenrijk). Aan de internationale Entente Florale werd door 12 Europese landen deelgenomen. De voorzitster van de Europese jury voor de Entente Florale vond het groen in Uden rustig en simpel: "Alles is in proportie. Het is niet overtrokken, er is veel groene open ruimte, er heerst een harmonie. Er is een balans tussen landbouw en zacht toerisme." De jury bleek onder de indruk van de Peelrandbreuk en ook van Uden-Zuid: "Alles is er in harmonie, de huizen, de straten, de voortuinen." Ook Natuurcentrum Slabroek maakte indruk evenals de groenstroken, met vaak drie rijen, langs en midden in de wegen. "Een groene parel", zo noemde Monika Hetsch uit Oostenrijk de gemeente Uden na afloop van een eerder bezoek aan de groenste stad van Nederland.

## Media

### Dagblad
- Het Brabants Dagblad is sinds 1770 de regionaal verschijnende krant, lange tijd uitgegeven door Wegener en gedrukt in Best. De redactie van de editie Uden-Veghel had een kantoor aan de Margrietstraat in Uden.

### Huis-aan-huisbladen

#### Huidig
- Het Udens Weekblad is vanaf 1956 – eerst als maandblad – een van de oudste lokale weekkranten van Uden en haar directe omgeving. Het Udens Weekblad komt heden uit op woensdag en vrijdag.

#### Voormalig
- Udens Nieuwsblad, Nieuwsblad voor Uden en omstreken, had een kleine redactie aan de Margrietstraat in Uden. Het was een uitgave van Regge Media uit Nijverdal en een van de regionale titels van de Wegener Bladengroep, en opvolger van oorspronkelijke weekbladen van Brabant Pers (Groep). Dit blad viel meestal op woensdag op de mat.
- De Mooi Uden Krant. Deze krant werd vanaf november 2015 elke woensdag bezorgd in de gemeente Uden, als huis-aan-huisblad met het officiële gemeentenieuws van de gemeente Uden. Het had een oplage van ongeveer 18.000 stuks en is 27 juli 2018 opgehouden te bestaan.

### Omroep
- Voormalig Omroep Kersenland, Stichting Lokale Omroep Veghel-Uden (SLOVU) was licentiehouder van de Lokale Omroep voor Uden en Veghel: SkyLine FM/SkyLine RTV. In 2018 werd de naam veranderd naar DTV Uden.
- De regionale omroep is Omroep Brabant.

## Bezienswaardigheden

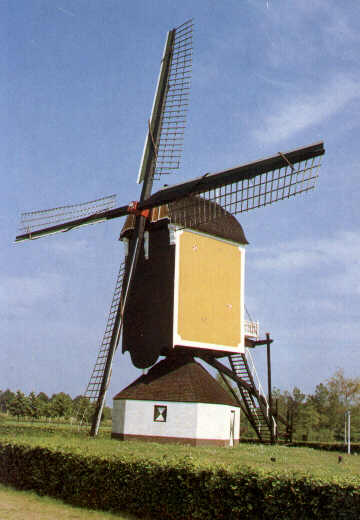
Molen van Jetten

- de R.-K.-kerk Sint-Petrus' Stoel te Antiochië, een kerk in neo-romano-gotische stijl naar een ontwerp van architect Carl Weber met twee torens en een grote vieringkoepel. De kerk werd in 1888-1890 gebouwd ter vervanging van de door een grote brand verwoeste oorspronkelijke Sint-Petrus uit 1300.
- de Molen van Jetten, een standerdmolen uit 1811. De molen van Jetten stond oorspronkelijk aan de Helenastraat, maar werd rond 1900 naar de locatie aan de Aalstweg verplaatst. Het is niet duidelijk of Piet Mondriaan met zijn werk onder de titel 'De molen van Uden' de molen van Jetten bedoelde, of de oorspronkelijke Udense molen op de Molenheide.
- Abdij Maria Refugie aan de Vorstenburg. Dit waarschijnlijk voormalige versterkte slot werd in 1720 uitgebreid met kloostergebouwen en in 1739 met een kapel. Hierin is het Museum voor Religieuze Kunst opgericht in 1973/1974 met kerkelijke en religieuze kunstschatten in een eigen ruimte ondergebracht.
- Het Retraitehuis 1913-1931, een kloostergebouw van de Orde van de Dienaressen van de Heilige Geest door C. Franssen ontworpen in traditionalistische neoromaanse stijl. In 1997-1999 verbouwd en uitgebreid met een nieuwe vleugel en inmiddels in gebruik als kloosterverzorgingstehuis (KVH 'Het Retraitehuis').
- Raadhuis uit 1937 op traditionalistische wijze gebouwd door Cor Roffelsen, zetel van het gemeentelijk apparaat in Uden tot 1980. In 1995 is het verkocht aan projectontwikkelaars en na een verbouwing is het grotendeels in gebruik als restaurant. Om het gemis aan een bijzondere trouwlocatie in Uden goed te maken, heeft de gemeente besloten de voormalige raadzaal terug te huren en die te gebruiken als trouwzaal.
- Marktplein, waarvan de vorm misschien wijst op een Frankische plaatse. Dit is niet de oorspronkelijke Udense Markt, maar van oudsher eigenlijk de Biggenmarkt. Vanaf midden twintigste eeuw vindt hier de wekelijkse warenmarkt plaats. Het plein wordt naast marktveld voor veel evenementen gebruikt. In 2006 is men begonnen met een herinrichting van de Markt, deze is op vrijdag 22 juni 2007 feestelijk geopend.
- Natuurpark De Maashorst, stuifduinen de Bedafse Bergen, wijstgronden en het Annabosje, uniek natuurverschijnsel waar water door Udense Breuk (en Horst en Slenk-werking) stroomt van lager naar hoger gelegen gebied.

## Trivia

### Aardbeving
In Uden vond op 20 november 1932 om 23.37 uur een sterke aardbeving plaats, met intensiteit VI volgens de Mercallischaal. Minder solide huizen en gebouwen werden beschadigd.

### Meteoriet
De plaats is de naamgever van een meteoriet, de Uden LL7, die op 12 juni 1840 tussen Uden en Volkel neerviel. Op enkele meters afstand van een groepje landarbeiders kwam een voorwerp met een luide knal en een aanzwellend gierend geluid met een klap op een zandweggetje neer, wierp een stofwolk op en sloeg een ondiepe inslagkuil. De ongeveer 720 gram wegende, geheel van smeltkorst voorziene meteoriet is een steenmeteoriet van het type chondriet, LL groep, petrologisch type 7; een chondritische "gewone" steenmeteoriet met een laag ijzergehalte en laag aandeel metallisch ijzer, ingedeeld in de hoogste klasse van metamorfose. Mineralogie en bijzonderheden: Fa30.3, Fs24.0, Wo3.1, breccieus, shock blackened. Vanwege de hoge graad van metamorfose is de meteoriet door Heyse ingedeeld in de informele, niet algemeen geaccepteerde klasse "LL7". De Uden is daarmee een van de wereldwijd slechts 18 als LL7 geclassificeerde meteorieten, en samen met de kleine, slechts 3.8 gram zware Crocker’s Well chondriet uit Australië de enige niet-Antarctische meteoriet in deze klasse.
Daarnaast wordt de meteoriet volgens de formele, algemeen geaccepteerde klassen tevens Uden LL6 genoemd. Deze discrepantie in classificering levert in wetenschappelijke kringen nog altijd discussies op.

### Carnaval
- Uden heet sinds 1965 tijdens carnaval 'Knoerissenrijk' en de inwoners zijn dan 'Knoerissen' (varkenskoppen) en 'Mienekes' (mager gebleven biggen/ Mienekes is afgeleid van het woord minnekes) en worden geregeerd door Prinsen uit het geslacht Porcellus (en door Jeugdprinsen Porcus). Een en ander is ontstaan vanwege de biggen- en varkensmarkt die Uden in vroeger tijden heeft gekend.
- Voor 1965 stonden Udenaren ook wel bekend als 'Keienschijters', vanwege ontstaan van de zogeheten oerbonken/oerstenen in Udense bodem door de Udense breuk en horst/slenkwerking van de natuur.

### Brandstichtingen
Kort na de moord, 2 november 2004, op Theo van Gogh, is er op 6 november 2004 poging tot brandstichting in de Udense moskee Süleymaniye, op 9 november 2004 gaat de islamitische basisschool Bedir in vlammen op. Volgens de politie was op de muren gekalkt: "Theo R.I.P.", "White Power" en "kut-moslims".
Voor beide zaken worden op 1 juni 2005 de vijf jongens veroordeeld tot taakstraffen van 160 tot 180 uur, en ook veertig dagen hechtenis, precies de tijd die ze al in voorarrest hadden gezeten, ze hoefden dus na de veroordeling niet langer de cel in.
Op zondag 27 maart 2005 wordt ook in de nieuwe vestiging van Bedir brand gesticht. Hiervoor wordt op 30 augustus 2005 een 18-jarige hoofdverdachte veroordeeld tot negen maanden jeugddetentie waarvan zes voorwaardelijk, en een werkstraf van 200 uur. De drie maanden cel heeft hij dan al in voorarrest gezeten dus hij hoeft niet terug de cel in. De drie medeverdachten, 17 en 18 jaar oud, kregen ook celstraffen, van respectievelijk zeven maanden, 180 dagen en 150 dagen, waarvan het onvoorwaardelijke deel steeds precies de tijd was die ze al hadden gezeten: drie maanden, 35 dagen, respectievelijk 24 dagen. Ook zij kregen daarnaast werkstraffen. Ook hun daad was een reactie op de moord op Van Gogh.

## Bekende Udenaren
- Cilia van Dijk (1941-2023), filmproducente
- Wilma van den Berg (1947), sprinter
- Addy van den Krommenacker (1950), modeontwerper
- Ursie Lambrechts (1955-2024), politica
- Edwin Schimscheimer (1960), componist, pianist
- Marcel Schimscheimer (1963-2024), basgitarist, producer
- Marco Kamphuis (1966), schrijver
- Giel de Winter (1990), programmamaker, presentator
- Davy van den Berg (2000), voetballer
- Bibi Arts (2004), shorttrackster
- Emma Frijns (2005), voetbalster